# Liste der Nummer-eins-Hits in Tschechien (2017)
Dies ist eine Liste der Nummer-eins-Hits in Tschechien im Jahr 2017. Sie basiert auf den Auswertungen der IFPI ČR, der nationalen Vertretung der tschechischen Musikindustrie. Grundlage sind die Albums Top 100 (Verkaufscharts) für Alben. Für Singles werden zwei Charts erstellt; die Radio Top 100 Oficiální, welche auf Airplay, sowie die Singles Digital Top 100, welche auf Downloadverkäufen basieren.

## Singles
| ← 2016 ← | Liste der Nummer-eins-Hits in Tschechien (Radio Top 100) | Liste der Nummer-eins-Hits in Tschechien (Radio Top 100) | Liste der Nummer-eins-Hits in Tschechien (Radio Top 100)                                                                                     | 2018 →                                                                                |
| \| Zeitraum \| Wo. ges. \| Interpret \| Titel Autor(en) \| Zusätzliche Informationen \| \| (Zeitraum, Wochen auf Platz eins, Interpret, Titel, Autor[en], zusätzliche Informationen) \| \| \| \| \| \| ----------------------------------------------------------------------------------------- \| -------- \| ------------------------------------------------- \| -------------------------------------------------------------------------------------------------------------------------------------------- \| ------------------------------------------------------------------------------------- \| \| 50. Woche 2016 – 2. Woche 2017 5 Wochen (insgesamt 7) \| 7 \| LP \| Lost on You Michael Francis Gonzalez, Nathaniel J. Campany, Laura Pergolizzi \| – \| \| 3. Woche 1 Woche \| 1 \| Calvin Harris \| My Way Calvin Harris \| – \| \| 4.–5. Woche 2 Wochen (insgesamt 7) \| 7 \| LP \| Lost on You Michael Francis Gonzalez, Nathaniel J. Campany, Laura Pergolizzi \| – \| \| 6.–7. Woche 2 Wochen (insgesamt 3) \| 3 \| Rag ’n’ Bone Man \| Human Rory Graham, Jamie Hartman \| – \| \| 8.–10. Woche 3 Wochen (insgesamt 6) \| 6 \| Ed Sheeran \| Shape of You Ed Sheeran, Steve Mac, Johnny McDaid \| – \| \| 11. Woche 1 Woche (insgesamt 3) \| 3 \| Rag ’n’ Bone Man \| Human Rory Graham, Jamie Hartman \| – \| \| 12.–16. Woche 5 Wochen (insgesamt 6) \| 6 \| Ed Sheeran \| Shape of You Ed Sheeran, Steve Mac, Johnny McDaid \| – \| \| 15. Woche 1 Woche \| 1 \| Chinaski \| Není nám do pláče \| – \| \| 16.–17. Woche 2 Wochen \| 2 \| Ofenbach \| Be Mine César Laurent de Rumel, Dorian Lauduique, Gabriella West \| – \| \| 18. Woche 1 Woche \| 1 \| Alan Walker \| Alone Alan Walker, Jesper Borgen, Jonnali Mikaela Parmenius, Anders Frøen, Gunnar Greve \| – \| \| 19. Woche 1 Woche (insgesamt 4) \| 4 \| Enrique Iglesias & Descemer Bueno & Zion & Lennox \| Súbeme la radio Enrique Iglesias, Descemer Bueno, Felix Ortiz, Gabriel Pizarro, Carlos E. Ortiz Rivera, Juan G. Rivera, Luis E. Ortis Rivera \| – \| \| 20. Woche 1 Woche (insgesamt 3) \| 3 \| Mirai \| Když nemůžeš, tak přidej \| – \| \| 21.–23. Woche 3 Wochen (insgesamt 4) \| 4 \| Enrique Iglesias & Descemer Bueno & Zion & Lennox \| Súbeme la radio Enrique Iglesias, Descemer Bueno, Felix Ortiz, Gabriel Pizarro, Carlos E. Ortiz Rivera, Juan G. Rivera, Luis E. Ortis Rivera \| – \| \| 24. Woche 1 Woche (insgesamt 2) \| 2 \| Rag ’n’ Bone Man \| Skin Jamie Scott, Jonny Coffer, Rory Graham, Mike Needle, Dan Bryer \| – \| \| 25. Woche 1 Woche (insgesamt 4) \| 4 \| The Chainsmokers & Coldplay \| Something Just Like This Andrew Taggart, Will Champion, Guy Berryman, Jonny Buckland, Christopher Martin \| – \| \| 26. Woche 1 Woche (insgesamt 2) \| 2 \| Rag ’n’ Bone Man \| Skin Jamie Scott, Jonny Coffer, Rory Graham, Mike Needle, Dan Bryer \| – \| \| 27.–29. Woche 3 Wochen (insgesamt 4) \| 4 \| The Chainsmokers & Coldplay \| Something Just Like This Andrew Taggart, Will Champion, Guy Berryman, Jonny Buckland, Christopher Martin \| – \| \| 30.–33. Woche 4 Wochen (insgesamt 9) \| 9 \| Chinaski \| Venku je na nule \| – \| \| 34. Woche 1 Woche (insgesamt 3) \| 3 \| Mirai \| Když nemůžeš, tak přidej \| – \| \| 35.–36. Woche 2 Wochen (insgesamt 9) \| 9 \| Chinaski \| Venku je na nule \| – \| \| 37. Woche 1 Woche \| 1 \| Shawn Mendes \| There’s Nothing Holdin’ Me Back Shawn Mendes, Teddy Geiger, Geoff Warburton, Scott Harris \| – \| \| 38.–40. Woche 3 Wochen (insgesamt 9) \| 9 \| Chinaski \| Venku je na nule \| – \| \| 41.–42. Woche 2 Wochen (insgesamt 5) \| 5 \| Axwell Λ Ingrosso \| More Than You Know Sebastian Ingrosso, Salem Al Fakir, Axel Hedfors, Vincent Pontare, Richard Zastenker \| – \| \| 43.–44. Woche 2 Wochen \| 2 \| Pink \| What About Us? Steve Mac, John McDaid, Alecia B. Moore \| – \| \| 45. Woche 1 Woche (insgesamt 3) \| 3 \| Mirai \| Když nemůžeš, tak přidej \| – \| \| 46.–48. Woche 3 Wochen (insgesamt 5) \| 5 \| Axwell Λ Ingrosso \| More Than You Know Sebastian Ingrosso, Salem Al Fakir, Axel Hedfors, Vincent Pontare, Richard Zastenker \| – \| \| 49.–50. Woche 2 Wochen \| 2 \| Emma Drobná \| Words \| Emma Drobná gewann 2015 die vierte Staffel der Castingshow Česko Slovenská SuperStar. \| \| 51. Woche 2017 – 2. Woche 2018 4 Wochen (insgesamt 6) \| 6 \| Kryštof \| Zůstaň tu se mnou (Za sny) \| – \| |                                                          |                                                          | |                                                                                       |
| ← 2016 |                                                          |                                                          | | → 2018 →                                                                              |
| Zeitraum | Wo. ges.                                                 | Interpret                                                | Titel Autor(en) | Zusätzliche Informationen                                                             |
| (Zeitraum, Wochen auf Platz eins, Interpret, Titel, Autor[en], zusätzliche Informationen) |                                                          |                                                          | |                                                                                       |
| 50. Woche 2016 – 2. Woche 2017 5 Wochen (insgesamt 7) | 7                                                        | LP                                                       | Lost on You Michael Francis Gonzalez, Nathaniel J. Campany, Laura Pergolizzi                                                                 | –                                                                                     |
| 3. Woche 1 Woche | 1                                                        | Calvin Harris                                            | My Way Calvin Harris | –                                                                                     |
| 4.–5. Woche 2 Wochen (insgesamt 7) | 7                                                        | LP                                                       | Lost on You Michael Francis Gonzalez, Nathaniel J. Campany, Laura Pergolizzi                                                                 | –                                                                                     |
| 6.–7. Woche 2 Wochen (insgesamt 3) | 3                                                        | Rag ’n’ Bone Man                                         | Human Rory Graham, Jamie Hartman | –                                                                                     |
| 8.–10. Woche 3 Wochen (insgesamt 6) | 6                                                        | Ed Sheeran                                               | Shape of You Ed Sheeran, Steve Mac, Johnny McDaid                                                                                            | –                                                                                     |
| 11. Woche 1 Woche (insgesamt 3) | 3                                                        | Rag ’n’ Bone Man                                         | Human Rory Graham, Jamie Hartman | –                                                                                     |
| 12.–16. Woche 5 Wochen (insgesamt 6) | 6                                                        | Ed Sheeran                                               | Shape of You Ed Sheeran, Steve Mac, Johnny McDaid                                                                                            | –                                                                                     |
| 15. Woche 1 Woche | 1                                                        | Chinaski                                                 | Není nám do pláče | –                                                                                     |
| 16.–17. Woche 2 Wochen | 2                                                        | Ofenbach                                                 | Be Mine César Laurent de Rumel, Dorian Lauduique, Gabriella West                                                                             | –                                                                                     |
| 18. Woche 1 Woche | 1                                                        | Alan Walker                                              | Alone Alan Walker, Jesper Borgen, Jonnali Mikaela Parmenius, Anders Frøen, Gunnar Greve                                                      | –                                                                                     |
| 19. Woche 1 Woche (insgesamt 4) | 4                                                        | Enrique Iglesias & Descemer Bueno & Zion & Lennox        | Súbeme la radio Enrique Iglesias, Descemer Bueno, Felix Ortiz, Gabriel Pizarro, Carlos E. Ortiz Rivera, Juan G. Rivera, Luis E. Ortis Rivera | –                                                                                     |
| 20. Woche 1 Woche (insgesamt 3) | 3                                                        | Mirai                                                    | Když nemůžeš, tak přidej | –                                                                                     |
| 21.–23. Woche 3 Wochen (insgesamt 4) | 4                                                        | Enrique Iglesias & Descemer Bueno & Zion & Lennox        | Súbeme la radio Enrique Iglesias, Descemer Bueno, Felix Ortiz, Gabriel Pizarro, Carlos E. Ortiz Rivera, Juan G. Rivera, Luis E. Ortis Rivera | –                                                                                     |
| 24. Woche 1 Woche (insgesamt 2) | 2                                                        | Rag ’n’ Bone Man                                         | Skin Jamie Scott, Jonny Coffer, Rory Graham, Mike Needle, Dan Bryer                                                                          | –                                                                                     |
| 25. Woche 1 Woche (insgesamt 4) | 4                                                        | The Chainsmokers & Coldplay                              | Something Just Like This Andrew Taggart, Will Champion, Guy Berryman, Jonny Buckland, Christopher Martin                                     | –                                                                                     |
| 26. Woche 1 Woche (insgesamt 2) | 2                                                        | Rag ’n’ Bone Man                                         | Skin Jamie Scott, Jonny Coffer, Rory Graham, Mike Needle, Dan Bryer                                                                          | –                                                                                     |
| 27.–29. Woche 3 Wochen (insgesamt 4) | 4                                                        | The Chainsmokers & Coldplay                              | Something Just Like This Andrew Taggart, Will Champion, Guy Berryman, Jonny Buckland, Christopher Martin                                     | –                                                                                     |
| 30.–33. Woche 4 Wochen (insgesamt 9) | 9                                                        | Chinaski                                                 | Venku je na nule | –                                                                                     |
| 34. Woche 1 Woche (insgesamt 3) | 3                                                        | Mirai                                                    | Když nemůžeš, tak přidej | –                                                                                     |
| 35.–36. Woche 2 Wochen (insgesamt 9) | 9                                                        | Chinaski                                                 | Venku je na nule | –                                                                                     |
| 37. Woche 1 Woche | 1                                                        | Shawn Mendes                                             | There’s Nothing Holdin’ Me Back Shawn Mendes, Teddy Geiger, Geoff Warburton, Scott Harris                                                    | –                                                                                     |
| 38.–40. Woche 3 Wochen (insgesamt 9) | 9                                                        | Chinaski                                                 | Venku je na nule | –                                                                                     |
| 41.–42. Woche 2 Wochen (insgesamt 5) | 5                                                        | Axwell Λ Ingrosso                                        | More Than You Know Sebastian Ingrosso, Salem Al Fakir, Axel Hedfors, Vincent Pontare, Richard Zastenker                                      | –                                                                                     |
| 43.–44. Woche 2 Wochen | 2                                                        | Pink                                                     | What About Us? Steve Mac, John McDaid, Alecia B. Moore                                                                                       | –                                                                                     |
| 45. Woche 1 Woche (insgesamt 3) | 3                                                        | Mirai                                                    | Když nemůžeš, tak přidej | –                                                                                     |
| 46.–48. Woche 3 Wochen (insgesamt 5) | 5                                                        | Axwell Λ Ingrosso                                        | More Than You Know Sebastian Ingrosso, Salem Al Fakir, Axel Hedfors, Vincent Pontare, Richard Zastenker                                      | –                                                                                     |
| 49.–50. Woche 2 Wochen | 2                                                        | Emma Drobná                                              | Words | Emma Drobná gewann 2015 die vierte Staffel der Castingshow Česko Slovenská SuperStar. |
| 51. Woche 2017 – 2. Woche 2018 4 Wochen (insgesamt 6) | 6                                                        | Kryštof                                                  | Zůstaň tu se mnou (Za sny) | –                                                                                     |

| ← 2016 ← | Liste der Nummer-eins-Hits in Tschechien (Singles Digital 100) | Liste der Nummer-eins-Hits in Tschechien (Singles Digital 100) | Liste der Nummer-eins-Hits in Tschechien (Singles Digital 100) | 2018 →                    |
| \| Zeitraum \| Wo. ges. \| Interpret \| Titel Autor(en) \| Zusätzliche Informationen \| \| (Zeitraum, Wochen auf Platz eins, Interpret, Titel, Autor[en], zusätzliche Informationen) \| \| \| \| \| \| ----------------------------------------------------------------------------------------- \| -------- \| ----------------------------------------- \| --------------------------------------------------------------------------------------------------------------------------------------------------------------------------------- \| ------------------------- \| \| 1. Woche 1 Woche \| 1 \| Clean Bandit feat. Sean Paul & Anne-Marie \| Rockabye Jack Patterson, Steve Mac, Ammar Malik, Ina Wroldsen, Sean Paul Henriques \| – \| \| 2.–18. Woche 17 Wochen \| 17 \| Ed Sheeran \| Shape of You Ed Sheeran, Steve Mac, Johnny McDaid \| – \| \| 19.–34. Woche 16 Wochen \| 16 \| Luis Fonsi & Daddy Yankee \| Despacito Luis Fonsi, Erika Ender \| – \| \| 35.–36. Woche 2 Wochen \| 2 \| Taylor Swift \| Look What You Made Me Do Jack Antonoff, Christopher Fairbrass, Richard Fairbrass, Robert Francis Manzoli, Taylor Swift \| – \| \| 37.–38. Woche 2 Wochen \| 2 \| Axwell Λ Ingrosso \| More Than You Know Sebastian Ingrosso, Salem Al Fakir, Axel Hedfors, Vincent Pontare, Richard Zastenker \| – \| \| 39. Woche 1 Woche \| 1 \| Imagine Dragons \| Thunder Jayson Dezuzio, Alexander Grant, Benjamin McKee, Daniel Platzman, Daniel Reynolds, Daniel Sermon \| – \| \| 40. Woche 1 Woche \| 1 \| J Balvin & Willy William \| Mi gente José Osorio, Willy William, Adam Ashadally, Andrés David Restrepo, Mohombi Nzasi Moupondo \| – \| \| 41. Woche 1 Woche \| 1 \| Post Malone & 21 Savage \| Rockstar Olufunmibi Awoshiley, Louis Russell Bell, Shayaa Joseph, Austin Post \| – \| \| 42.–43. Woche 2 Wochen \| 2 \| Zayn & Sia \| Dusk Till Dawn Sia Kate Furler, Greg Kurstin, Zayn Malik, Alexander Oriet, David Anthony Phelan \| – \| \| 44.–50. Woche 7 Wochen (insgesamt 13) \| 13 \| Camila Cabello \| Havana Louis Russell Bell, Camila Cabello, Adam Feeney, Brittany Hazzard, Brian D. Lee, Brandon Perry, Alexandra Leah Tamposi, Jeffrey Williams, Pharrell Williams, Andrew Wotman \| – \| \| 51.–52. Woche 2 Wochen (insgesamt 17) \| 17 \| Mariah Carey \| All I Want for Christmas Is You Walter N. Afanasieff, Mariah Carey \| – \| |                                                                |                                                                | |                           |
| ← 2016 |                                                                |                                                                | | → 2018 →                  |
| Zeitraum | Wo. ges.                                                       | Interpret                                                      | Titel Autor(en) | Zusätzliche Informationen |
| (Zeitraum, Wochen auf Platz eins, Interpret, Titel, Autor[en], zusätzliche Informationen) |                                                                |                                                                | |                           |
| 1. Woche 1 Woche | 1                                                              | Clean Bandit feat. Sean Paul & Anne-Marie                      | Rockabye Jack Patterson, Steve Mac, Ammar Malik, Ina Wroldsen, Sean Paul Henriques                                                                                                | –                         |
| 2.–18. Woche 17 Wochen | 17                                                             | Ed Sheeran                                                     | Shape of You Ed Sheeran, Steve Mac, Johnny McDaid | –                         |
| 19.–34. Woche 16 Wochen | 16                                                             | Luis Fonsi & Daddy Yankee                                      | Despacito Luis Fonsi, Erika Ender | –                         |
| 35.–36. Woche 2 Wochen | 2                                                              | Taylor Swift                                                   | Look What You Made Me Do Jack Antonoff, Christopher Fairbrass, Richard Fairbrass, Robert Francis Manzoli, Taylor Swift                                                            | –                         |
| 37.–38. Woche 2 Wochen | 2                                                              | Axwell Λ Ingrosso                                              | More Than You Know Sebastian Ingrosso, Salem Al Fakir, Axel Hedfors, Vincent Pontare, Richard Zastenker                                                                           | –                         |
| 39. Woche 1 Woche | 1                                                              | Imagine Dragons                                                | Thunder Jayson Dezuzio, Alexander Grant, Benjamin McKee, Daniel Platzman, Daniel Reynolds, Daniel Sermon                                                                          | –                         |
| 40. Woche 1 Woche | 1                                                              | J Balvin & Willy William                                       | Mi gente José Osorio, Willy William, Adam Ashadally, Andrés David Restrepo, Mohombi Nzasi Moupondo                                                                                | –                         |
| 41. Woche 1 Woche | 1                                                              | Post Malone & 21 Savage                                        | Rockstar Olufunmibi Awoshiley, Louis Russell Bell, Shayaa Joseph, Austin Post | –                         |
| 42.–43. Woche 2 Wochen | 2                                                              | Zayn & Sia                                                     | Dusk Till Dawn Sia Kate Furler, Greg Kurstin, Zayn Malik, Alexander Oriet, David Anthony Phelan                                                                                   | –                         |
| 44.–50. Woche 7 Wochen (insgesamt 13) | 13                                                             | Camila Cabello                                                 | Havana Louis Russell Bell, Camila Cabello, Adam Feeney, Brittany Hazzard, Brian D. Lee, Brandon Perry, Alexandra Leah Tamposi, Jeffrey Williams, Pharrell Williams, Andrew Wotman | –                         |
| 51.–52. Woche 2 Wochen (insgesamt 17) | 17                                                             | Mariah Carey                                                   | All I Want for Christmas Is You Walter N. Afanasieff, Mariah Carey | –                         |

## Alben
| ← 2016 ← | Liste der Nummer-eins-Hits in Tschechien | Liste der Nummer-eins-Hits in Tschechien | Liste der Nummer-eins-Hits in Tschechien | 2018 →                    |
| \| Zeitraum \| Wo. ges. \| Interpret \| Titel \| Zusätzliche Informationen \| \| (Zeitraum, Wochen auf Platz eins, Interpret, Titel, zusätzliche Informationen) \| \| \| \| \| \| ------------------------------------------------------------------------------ \| -------- \| ---------------- \| -------------------------------------- \| ------------------------- \| \| 1.–3. Woche 3 Wochen \| 3 \| The Weeknd \| Starboy \| – \| \| 4.–5. Woche 2 Wochen (insgesamt 3) \| 3 \| Různí \| Big Beatline 1965–1968 \| – \| \| 6. Woche 1 Woche (insgesamt 2) \| 2 \| Rag ’n’ Bone Man \| Human \| – \| \| 7. Woche 1 Woche (insgesamt 3) \| 3 \| Různí \| Big Beatline 1965–1968 \| – \| \| 8. Woche 1 Woche (insgesamt 2) \| 2 \| Rag ’n’ Bone Man \| Human \| – \| \| 9. Woche 1 Woche \| 1 \| Různí \| Meditace & relaxace s klasickou hudbou \| – \| \| 10.–11. Woche 2 Wochen (insgesamt 22) \| 22 \| Ed Sheeran \| ÷ \| – \| \| 12. Woche 1 Woche \| 1 \| Depeche Mode \| Spirit \| – \| \| 13.–15. Woche 3 Wochen (insgesamt 22) \| 22 \| Ed Sheeran \| ÷ \| – \| \| 16. Woche 1 Woche \| 1 \| Tomáš Klus \| Živ je \| – \| \| 17.–18. Woche 2 Wochen (insgesamt 22) \| 22 \| Ed Sheeran \| ÷ \| – \| \| 19. Woche 1 Woche \| 1 \| Chinaski \| Není nám do pláče \| – \| \| 20. Woche 1 Woche \| 1 \| Harry Styles \| Harry Styles \| – \| \| 21. Woche 1 Woche (insgesamt 3) \| 3 \| Linkin Park \| One More Light \| – \| \| 22. Woche 1 Woche (insgesamt 22) \| 22 \| Ed Sheeran \| ÷ \| – \| \| 23.–24. Woche 2 Wochen \| 2 \| Roger Waters \| Is This the Life We Really Want? \| – \| \| 25. Woche 1 Woche (insgesamt 22) \| 22 \| Ed Sheeran \| ÷ \| – \| \| 26. Woche 1 Woche (insgesamt 2) \| 2 \| Kryštof \| 25 \| – \| \| 27. Woche 1 Woche (insgesamt 7) \| 7 \| Imagine Dragons \| Evolve \| – \| \| 28. Woche 1 Woche (insgesamt 22) \| 22 \| Ed Sheeran \| ÷ \| – \| \| 29. Woche 1 Woche (insgesamt 7) \| 7 \| Imagine Dragons \| Evolve \| – \| \| 30.–31. Woche 2 Wochen (insgesamt 3) \| 3 \| Linkin Park \| One More Light \| – \| \| 32.–34. Woche 3 Wochen (insgesamt 7) \| 7 \| Imagine Dragons \| Evolve \| – \| \| 35. Woche 1 Woche (insgesamt 2) \| 2 \| Kryštof \| 25 \| – \| \| 36.–37. Woche 2 Wochen (insgesamt 22) \| 22 \| Ed Sheeran \| ÷ \| – \| \| 38. Woche 1 Woche \| 1 \| Foo Fighters \| Concrete and Gold \| – \| \| 39. Woche 1 Woche \| 1 \| Těžkej Pokondr \| Star Boys \| – \| \| 40. Woche 1 Woche \| 1 \| David Gilmour \| Live at Pompeii \| – \| \| 41. Woche 1 Woche (insgesamt 22) \| 22 \| Ed Sheeran \| ÷ \| – \| \| 42.–43. Woche 2 Wochen \| 2 \| Pink \| Beautiful Trauma \| – \| \| 44. Woche 1 Woche \| 1 \| Lucie Bílá \| Bílé Vánoce Lucie Bílé 2 \| – \| \| 45. Woche 1 Woche \| 1 \| Škwor \| Uzavřenej kruh \| – \| \| 46.–52. Woche 7 Wochen \| 7 \| Jaromír Nohavica \| Poruba \| – \| |                                          |                                          |                                          |                           |
| ← 2016 |                                          |                                          |                                          | → 2018 →                  |
| Zeitraum | Wo. ges.                                 | Interpret                                | Titel                                    | Zusätzliche Informationen |
| (Zeitraum, Wochen auf Platz eins, Interpret, Titel, zusätzliche Informationen) |                                          |                                          |                                          |                           |
| 1.–3. Woche 3 Wochen | 3                                        | The Weeknd                               | Starboy                                  | –                         |
| 4.–5. Woche 2 Wochen (insgesamt 3) | 3                                        | Různí                                    | Big Beatline 1965–1968                   | –                         |
| 6. Woche 1 Woche (insgesamt 2) | 2                                        | Rag ’n’ Bone Man                         | Human                                    | –                         |
| 7. Woche 1 Woche (insgesamt 3) | 3                                        | Různí                                    | Big Beatline 1965–1968                   | –                         |
| 8. Woche 1 Woche (insgesamt 2) | 2                                        | Rag ’n’ Bone Man                         | Human                                    | –                         |
| 9. Woche 1 Woche | 1                                        | Různí                                    | Meditace & relaxace s klasickou hudbou   | –                         |
| 10.–11. Woche 2 Wochen (insgesamt 22) | 22                                       | Ed Sheeran                               | ÷                                        | –                         |
| 12. Woche 1 Woche | 1                                        | Depeche Mode                             | Spirit                                   | –                         |
| 13.–15. Woche 3 Wochen (insgesamt 22) | 22                                       | Ed Sheeran                               | ÷                                        | –                         |
| 16. Woche 1 Woche | 1                                        | Tomáš Klus                               | Živ je                                   | –                         |
| 17.–18. Woche 2 Wochen (insgesamt 22) | 22                                       | Ed Sheeran                               | ÷                                        | –                         |
| 19. Woche 1 Woche | 1                                        | Chinaski                                 | Není nám do pláče                        | –                         |
| 20. Woche 1 Woche | 1                                        | Harry Styles                             | Harry Styles                             | –                         |
| 21. Woche 1 Woche (insgesamt 3) | 3                                        | Linkin Park                              | One More Light                           | –                         |
| 22. Woche 1 Woche (insgesamt 22) | 22                                       | Ed Sheeran                               | ÷                                        | –                         |
| 23.–24. Woche 2 Wochen | 2                                        | Roger Waters                             | Is This the Life We Really Want?         | –                         |
| 25. Woche 1 Woche (insgesamt 22) | 22                                       | Ed Sheeran                               | ÷                                        | –                         |
| 26. Woche 1 Woche (insgesamt 2) | 2                                        | Kryštof                                  | 25                                       | –                         |
| 27. Woche 1 Woche (insgesamt 7) | 7                                        | Imagine Dragons                          | Evolve                                   | –                         |
| 28. Woche 1 Woche (insgesamt 22) | 22                                       | Ed Sheeran                               | ÷                                        | –                         |
| 29. Woche 1 Woche (insgesamt 7) | 7                                        | Imagine Dragons                          | Evolve                                   | –                         |
| 30.–31. Woche 2 Wochen (insgesamt 3) | 3                                        | Linkin Park                              | One More Light                           | –                         |
| 32.–34. Woche 3 Wochen (insgesamt 7) | 7                                        | Imagine Dragons                          | Evolve                                   | –                         |
| 35. Woche 1 Woche (insgesamt 2) | 2                                        | Kryštof                                  | 25                                       | –                         |
| 36.–37. Woche 2 Wochen (insgesamt 22) | 22                                       | Ed Sheeran                               | ÷                                        | –                         |
| 38. Woche 1 Woche | 1                                        | Foo Fighters                             | Concrete and Gold                        | –                         |
| 39. Woche 1 Woche | 1                                        | Těžkej Pokondr                           | Star Boys                                | –                         |
| 40. Woche 1 Woche | 1                                        | David Gilmour                            | Live at Pompeii                          | –                         |
| 41. Woche 1 Woche (insgesamt 22) | 22                                       | Ed Sheeran                               | ÷                                        | –                         |
| 42.–43. Woche 2 Wochen | 2                                        | Pink                                     | Beautiful Trauma                         | –                         |
| 44. Woche 1 Woche | 1                                        | Lucie Bílá                               | Bílé Vánoce Lucie Bílé 2                 | –                         |
| 45. Woche 1 Woche | 1                                        | Škwor                                    | Uzavřenej kruh                           | –                         |
| 46.–52. Woche 7 Wochen | 7                                        | Jaromír Nohavica                         | Poruba                                   | –                         |